# 한국교원대학교 교육연구원
한국교원대학교 교육연구원(韓國敎員大學校敎育硏究院)은 한국교원대학교의 법정 부속 시설이자 교육 연구기관이다. 충청북도 청주시 흥덕구 강내면 한국교원대학교 캠퍼스 내에 위치하며, 교육의 기초 이론과 교과교육 및 교원교육에 관한 종합적이고 체계적인 연구를 통하여 교실 친화적 교사의 양성 및 교육의 질적 향상에 기여함을 목적으로 한다.

## 설립 근거

교육연구관 전경

- 대통령령 '한국교원대학교 설치령' 제8조

## 주요 기능
대학, 대학원, 연수원 및 교육 현장과 연계하여 교과교육, 교원교육, 현장교육 및 교육정책 등을 연구하며 연구 결과를 보급 및 출판한다. 교육의 질을 높일 수 있는 정보의 수집 및 활용을 담당하며 각 시·도 교육연구원, 민간 연구 단체와 상호 협력하여 자료를 개발·보급하는 기능을 맡고 있다.

## 산하 연구소
- 교수학습센터
- 교과교육공동연구소
- 교육과정연구소
- 통일교육연구소
- 다문화교육연구소
- 양성평등교육연구소
- 스마트교육연구소
- 뇌기반교육연구소
- 스마트교육정책중점연구소
- 교과서연구소

## 같이 보기
- 한국교원대학교